# 農書
農書（のうしょ）とは、在来のものより進んだ耕作の技術あるいは農業経営の技術の普及または記録を目的として著された農業技術書。
農書は、農耕や牧畜が行われている地域であれば世界のどの地域でも著されたとみられる。東洋では中国で紀元前後から編纂されるようになり、西洋でも古代ローマ時代から農書は書かれている。

## 各国の農書

### 中国
中国の農書の歴史は紀元前3世紀に著された『呂氏春秋』が最初とされている。『呂氏春秋』は呂不韋が抱える知識集団によって編纂され、十二紀、八覧、六論の26部で構成されており、六論中の「士容論」第三編の「上農」では農業政策、第四編の「任地」では土地利用の原則、第五編の「弁士」では土地改良の原則、第六編の「審時」では適時作業の原則について述べられている。
紀元前1世紀には『氾勝之書』が著されたが現存しておらず、後代の農書にある引用から、耕作の原則、十数種の農作物の耕作法、種子の選別法と保存法が記されていたとみられる。
その後、後漢の崔寔が歳時記型の農書である『四民月令』を著した。
540年頃には賈思勰の『斉民要術』全9巻が刊行され、内容は『呂氏春秋』の農本思想を受け継ぎ、第6巻までは『氾勝之書』の形式で各農産物ごとに乾地農法の技術を述べ、第7巻からはは『四民月令』に近い内容の生活の技術を述べている。
元代には中国最古の官撰農書『農桑輯要』が編纂された。1313年には王禎の『農書』が著され、総論の「農桑通訣」、各論の「百穀譜」、農具を図解した「農器図譜」からなるが、記述の5分の4は農器図譜で300を超える農具を収録している。
続く明代には、各地で郷紳層により一地方の農業を取り上げた著作が多く出されるようになり、『補農書』などに見られるように耕作技術のみならず農家経営の改善が志向された。その一方で、16世紀後半以降、中国に渡航してきた西洋人宣教師などとの交流を通じてヨーロッパの農業技術が紹介された。
明代末には徐光啓によって『農政全書』が著され（刊行は1639年）、屯田開墾,、大規模な水利土木,、備荒に重点を置いている。この書は日本に輸出され、元禄期以降の日本農書の盛行に多大な影響を及ぼした。また厳密な意味での農書とは言えないものの『天工開物』では、在来の農業技術の紹介によりその復興をはかろうとする、農政全書とは逆の問題意識が見られる。
中国の農書の特色は、言及する地域が黄河流域のちには長江流域に及ぶ広大な地域を対象にしていること、農本思想を背景にしていること、官撰農書が数回編纂されたこと、古来の農書からの引用が多いことなどが挙げられている。

### 日本
日本最古の農書は17世紀前半に記された『清良記』巻七とされている。中世まで農書が現れなかったのは、生産が慣行として行われており、中世まで文字を読み書きできる人の数も稀少で、土地条件の異なる中国の農書を翻訳しても役には立たなかったためと考えられている。
農耕の技術の伝承を目的とする農書は17世紀末に出現し、18世紀に増え、19世紀前半にピークになり、後世になるほど特定の営農部門の技術に特化した専門農書の割合が大きくなった。
江戸時代に入るとまず、17世紀末頃から三河・遠江（百姓伝記）・会津（会津農書）・紀伊（地方の聞書）など、各地域での見聞や著者自身の経験による知識を記した農書が出現するようになった。
元禄期（1697年）に成立した宮崎安貞『農業全書』は、中国の農書『農政全書』を参考にしつつ、日本の農業技術を取り入れ、貝原益軒から学んだ内容も含めて記述された。木版印刷により日本で最初に公刊された農書となり、江戸時代を通じて広く普及した。
これ以後の農書は地域ごとの具体的事情を述べ農業全書の総合性・全体性を補う内容のものが多くなり、文化・文政期以降幕末にかけて刊行数はピークに達した。宮崎安貞と併せて後年「江戸時代の三大農学者」と称された大蔵永常・佐藤信淵が多くの農書を著したのもこの時期である。特に大蔵永常は、畿内を中心にした西日本の先進的技術を広く農民たちに啓蒙することに貢献し、『広益国産考』などにおいてハゼノキ・棉などの商品作物を栽培して農家経営を安定・向上させることを強く主張した。さらに幕末期には、当時、地方の農村に大きな影響力を持っていた平田派国学や陰陽説に依拠して農民（多くは豪農）が自分たちの経験的知識を体系づけようとした著作が現れるようになる。
ヨーロッパから輸入された近代農法（泰西農法）が体系化される明治時代でも、老農と称される篤農家たちの経験をまとめた農書が刊行され、民間ではなお強い影響力を維持した。また『日本経済叢書』『日本経済大典』『日本農書全集』など叢書類の刊行により古農書の発掘・集成も進められた。
日本の農書の特色は、言及する範囲が狭く地域性があること、基本的な農法（従来の農法）の転換をすすめるものではなく小農を単位とする土地生産性の向上のための技術の普及（個別技術の改良）を目的にしていること、どの階層の農家でも参考にできることが挙げられる。

### 朝鮮
朝鮮においても日本と同様、中国農書の影響は大きく、朝鮮王朝（李氏朝鮮）時代以前には元代の官撰農書・農桑輯要が広く普及していた。中国農書の影響を脱し朝鮮独自の農法を体系化しようとする企てが開始されたのは朝鮮王朝前期の15世紀前半であり、時期的には日本よりも早い。このなかで世宗の命により編纂・刊行された『農事直説』が各地の農村に配付、これ以後の農書に大きな影響を及ぼした。
朝鮮王朝後期には、16世紀末の日本軍の侵入で多くが失われた農事直説の再普及をはかる動きなどを背景に、多くの農書が著された。これらの朝鮮農書の特徴は、ハングルによって書かれた『農家月令歌』（19世紀前半）を主要な例外として、大多数は漢文によるということである。19世紀後半には開化派系の人々により日本農書を翻案したものが現れた。
日本統治時代になると、日本農法の直輸入をはかる総督府の政策のもと、在来農法を記した古農書の研究は等閑視されたが、独立後の朝鮮民主主義人民共和国を中心に研究・現代語訳が進められている。

### 琉球（沖縄）
琉球王府時代には多くの農書が編集されたが、その流れはほぼ3大別され、第一は王府が農事指導のために布達した「農務帳」で、18世紀前半の『蔡温農務帳』を始めとして5種が現存している。第二は『農業之次第』など各地域ごとに特化した内容のもの、第三は個別作物の具体的な耕作方法を詳述した「手段書」（農務手段書 / てだんがき）である。これらの農書は近代以降『琉球農業全書』（1916年刊）・『琉球産業制度資料』（全10巻・1924年完成）などの叢書類に全文、あるいは一部引用の形で収録されているが、原書が存在しないものが多く、題名などの書誌情報についてもしばしば混乱がみられる。

### ヨーロッパ
ヨーロッパで最初の農書は古代ギリシアで成立したが、ヘシオドス『仕事と日』のような文学作品を除き現在では失われており、現存する最古の農書はローマ時代のものである。古代ローマの農書のうち特に完備しているのはウァロ・大カト・コルメラの著作であり、これらは当時の地中海世界で主流であった二圃式農法のラティフンディウムを扱っている。中世になり、特にアルプス以北で二圃式に代わって三圃式農法が広く行われるようになると、13世紀のイングランドで三圃式農法を勧める『Treatise of Husbandry』が書かれ、北ヨーロッパでは最初の農書となった。
続いて15世紀後半には世界最初の活版印刷による『農業園芸全書』がドイツで刊行された。また16世紀前半にイングランドで刊行されたフィッツハーバート『農業書』は、毛織物業の発展により牧羊が盛んになったことを背景に、従来麦のみを栽培していた農地に一定期間牧草を栽培する「レイ農法」について記述し、その後は栽培牧草について記述した農書が次々に刊行されるようになった。
ヨーロッパのうちイギリスは最も農書が著された国とされるが、18世紀から19世紀の農業革命期にイングランドで技術的側面の普及のために農書が必要とされていた。18世紀になってイギリスの農業革命が本格化すると、A・ヤング（1741 - 1820）を始めとして、多くの農学者たちが新しいノーフォーク式農法を理論化する農書を著すようになり、これが次世代のチューネンらによる近代農学の成立につながった。
イギリスの農書の特色は、農場を単位とする新農法の普及を目的としていること、地域の性格が技術に強く反映されるため言及する範囲が1州から数州であること、自らの営農経験をもつ人物によって書かれているが、大農場主または大農場の執事としての経験であり参考にするには同じ水準の農場経営者でならないことなどが挙げられる。

### イスラーム世界
イスラーム世界の農書は、他の自然科学の著作と同様ヘレニズム文明の影響下で発達し、6世紀にはギリシア・ローマの農書のシリア語訳が進められ、10世紀初めには、最初のアラビア語農書である『ナバテア人の農業書』が成立、後代に大きな影響を与えた。この書を基礎にエジプトや東方イスラーム世界での経験が加味され、これらをまとめた『農書』（12世紀半ば）は初めてスペイン語訳された初のイスラーム農書となり、同時期のヨーロッパ農書に影響を与えた。
この地域における農書の特徴は、他の地域と異なって農民の実用に供するための書ではなく、「地方で農業の監督や徴税の任を担当する官吏に農学の体系的知識を提供することを主な目的」としており、執筆者も医者・詩人など知識人が中心であった。内容としては西洋古典古代の農書に加え、各地の農業事情、新たな商品作物として普及したサトウキビ・棉・稲などの栽培法などを加味している。

## 主要農書の一覧
以下、各国の主要な農書の一覧とそれぞれについての簡略な解題を示す。カッコ内は編著者（撰者）・巻数・成立（刊行）年代の順。個々の著者・著作物に関する独立項目が存在する場合はそちらも参照すること。

### 中国農書

#### 春秋戦国時代
神農（不明・全20篇?）
諸子百家の農家の著作とされる。内容は亡逸。
呂氏春秋「士容論」・管子「地員篇」
農家の思想が集録されている。

#### 両漢 - 唐時代
氾勝之書（氾勝之・全18篇・前漢成帝時代）
現存する中国最古の農書で区田法を主張した。完本は伝わらず諸書に残された逸文が集録されている。
四民月令（崔寔・全1巻?・後漢桓帝時代）
播種・耕作・収穫・養蚕など華北地方の荘園のさまざまな年中行事を、時令すなわち農事暦の形式で記したもの。完本は伝わらず逸文が集録。
斉民要術（賈思勰（かしきょう）・全10巻・北魏（6世紀前半））
総合的内容をもつ農書では最古のもの。前代までの農書約180種を集大成し、近代農学導入以前には農書の模範とされた。華北の畑作技術の紹介を中心としている。
耒耜経（陸亀蒙・全1巻・唐）
「耒耜」（らいし）は犁の意。江南の水田で使用されていた役畜農具を解説したもので数少ない唐代農書の一つ。

#### 宋・元時代
農書（陳敷（ちんふ）・全3巻・南宋（1154年刊））
陳敷農書（ちんふのうしょ）とも。江南地方の水田農法を初めて本格的に紹介した。
農桑輯要（勅撰・全7巻・元（1286年頃））
世祖クビライの勅命により編纂された中国最初の官撰農書。
農書（王禎・全36巻・元（1313年刊））
王禎農書・王氏農書とも。初めて南北（華北・華中）の農法を比較紹介するとともに在来農具の総合的な図解を収録した。
農桑衣食撮要（魯明善・全2巻・元（1330年刊））
著者はウイグル人。農事暦の形式で叙述された実用的かつ平明な農書。

#### 明・清時代
沈氏農書（不明・全1巻・明代後期）
浙江西部地方の農業技術・経営を記す。
補農書（張履祥・全2巻・明（1620年頃刊））
著者は浙江北部地方の郷紳で沈氏農書を上巻とし下巻を補ったもの。同地方の農業技術に加え経営についての記述が見られる。
農政全書（徐光啓・全60巻・明（1639年刊））
古代以来の農学者の説を総括するとともに、当時輸入されたヨーロッパの農業技術を参酌して農政を集大成した。
授時通考（勅撰・全78巻・清（1747年刊））
「授時」は皇帝が農事暦を公布すること。乾隆帝の命により、古今の文献から農事に関する記述を集めて編集したもの。便利であるが独創性には乏しいとされている。
農候雑占（梁章鉅・全4巻・清（1873年序））
天文・草木魚虫・養蚕などの占験を古文献より抄録したもの。

### 日本農書

#### 戦国時代
親民鑑月集（清良記・巻7 / 不明・1564年（永禄7年）頃）
日本最初の農書。伊予の武将・土居清良の生涯を描いた軍記物語中の一巻で、清良の下問に対し重臣松浦宗案が農政について献策する形式をとっており、兵農分離以前の地方小領主の農業経営が語られている。江戸時代には刊行されず写本として広く流通した。

#### 江戸時代前期・中期
百姓伝記（不明・全15巻・1682年（天和2年））
江戸時代初期（慶長 - 延宝年間）における三河・遠江地方での農業技術の体験的知識を平明にまとめたもの。農具に関する記述を含む。写本として流通した。
会津農書（佐瀬与次右衛門・全3巻（本文）・1684年（貞享元年））
著者は会津藩の村役人で当地の農業技術を紹介したもの。付録として「歌農書」「幕内農業記」（後者は婿養子である林右衛門盛之の著作）を含み、歌農書（会津歌農書とも）は、本文の内容を与次右衛門自作の和歌に託して啓蒙的に述べた独創的農書となっている。写本として流通。
地方の聞書（大畑才蔵・全1巻・元禄年間（1688 - 1704年））
才蔵記とも。著者は庄屋から紀州藩の地方役人になった人物。職務のあいまに庄屋の業務や農家経営の体験をまとめたもので写本として流通。
農業全書（宮崎安貞・全10巻・1697年（元禄10年）刊）
当時国内で未発達であった作物について『農政全書』に依拠して中国での農法を伝えたほか、自らの経験と見聞に基づき当時の農業先進地であった畿内の多肥集約的農法について詳細に紹介している。日本最初の総合的農書であると同時に、初の刊行農書であることから江戸時代を通じて広く普及し、これ以後の農書に圧倒的な影響を及ぼした。
菜譜（貝原益軒・全3巻・1704年（宝永元年）刊）
農政全書・本草綱目に依拠し野菜・海草など食用植物（穀物類を除く）の栽培法をまとめたもの。
耕稼春秋（土屋又三郎・全7巻・1707年（宝永4年））
著者は豪農から加賀藩の十村役となった人物。農業全書の影響のもとにまとめられ、裏作技術を紹介するほか、後出の『農具便利論』と並び農具に関する詳細な記述を含むことが特徴。刊行されず写本として流通。
農事遺書（鹿野小四郎・全5巻・1709年（宝永6年））
著者は加賀国大聖寺藩領の豪農で十村役。各種作物の栽培法を記述。
老農類語（陶山訥庵・全2巻・1722年（享保7年））
著者は対馬藩郡奉行。農業全書に影響され、領内の老農の口述をもとに当地の農業風土に適した作物・耕作技術をまとめたもの。米作よりも畑作を重視する点が特徴的。
農術鑑正記（砂川野水・全2巻・1723年（享保8年））
阿波の農業技術や村の年中行事などをまとめ農業全書を補おうとしたもの。
耕作噺（中村喜時・1776年（安永5年）頃）
著者は陸奥国津軽郡の庄屋。稲のみを扱い、寒冷地における生育の工夫が中心。

#### 江戸時代後期・末期
私家農業談（宮永正運・全6巻・1789年（寛政元年））
著者は越中・加賀藩領の豪農で十村役。農業全書に強く影響を受け、類似した内容構成となっている。水田に生える雑草についての記述が比較的詳しい。宮永正運も参照のこと。
成形図説（曽槃（編）、全30巻、1804 - 1805年（文化2 - 3年）刊）
薩摩藩主島津重豪の命により百科全書として編纂・刊行を企画されたものの一部で、農業に関する部分のみが完成・公刊された。
農具便利論（大蔵永常・全3巻・1822年（文政5年）刊）
鍬を始めとする、あらゆる種類の農具を各部分の寸法・重量も含め詳細に図解したもの。全般的に農具に関する記述が乏しい日本農書において、農具を主題とした著作という点で画期的意義をもつ。また読者からの情報提供を呼びかけ増補を期した。
農業余話（小西藤右衛門（篤好）・全2巻・1828年（文政11年））
著者は摂津の庄屋。陰陽説に基づく経験的農業論。
草木六部耕種法（佐藤信淵・全20巻・1829年（文政12年））
植物体を6つの部分に分け、それぞれの利用対象に基づき種類を分類したもの。宇宙法則をもとに複雑な土性・気候の組み合わせで異なる肥料の調合を主張した。空想的・抽象的に過ぎて農書としての実際性を欠くとされる。
農業自得（田村仁左衛門・全2巻・1852年（嘉永5年）刊）
著者は下野の里長（名主）。平田派国学と陰陽説の影響を受けながらも自らの経験に基づき北関東の農業についてまとめたもの。
広益国産考（大蔵永常・全8巻・1859年（安政6年）刊）
ハゼノキ・棉・サトウキビ・茶などの工芸作物やさまざまな加工製品など販売に有利な60種類の品目をとりあげ解説し、同時に各藩の支援による特産物育成を主張した。永常の農学の集大成とされる。なお、ここで挙げられている以外の永常の著作については当該項目を参照のこと。
農具揃（大坪二市・1865年（慶応元年））
1月から12月まで各月ごとに使用される農具の詳細な説明のほか、月別年中行事や各種の農村習俗が記載され、民俗学的記録としても重要である。

#### 明治・大正時代
農家備要（河野剛・全5巻・1870年（明治3年）刊）
著者は旧福岡藩士。読書と見聞に基づき国学、洋学由来の自然科学および在来農法に関する知識を折衷した特異な農書。
農業三事（津田仙・1874年刊）
三種の農法について解説したものでオランダ農法の翻案書。
農家矩（織田完之・全3巻・1880年刊）
著者は農商務省官吏で古農書の発掘に貢献。栽培技術の解説書で泰西農法（欧米農法）を批判し在来農法の再評価を主張。
老農晩耕録（石川理紀之助・1916年（大正5年）刊）
著者は明治3老農の一人に数えられる秋田県の篤農家。同県仙北郡の一貧村を救済・更生指導した実践記録。
適産調要録（同上・1917年刊）
2県8郡49町村の部落において産業・経済はもとより地理・歴史・人情・習慣についての全般的調査を行い、それに基づいて総合的な将来計画を立案した「適産調」（1896-1902年）の実績を踏まえ未実施地域での調査を推奨したもの。

### 朝鮮農書
農事直説（勅撰・全1篇・1430年刊）
世宗の命により編纂された朝鮮最古の農書。半島南部の先進的農法を北部に普及させることを目的に、老農の経験談を記録・編集、平易な内容の小冊子として全国の農村に配付した。水田直播き連作や畑作の2年三毛作などの朝鮮独自の農法を集成している。
衿陽雑録（姜希孟・1492年）
京畿道果川地方の農業について記したもの。
農家集成（申 ・1655年）
日本の朝鮮出兵により多くが失われた『農事直説』の再普及を目的に編纂され、増補が加えられた。
農家月令歌（丁学游・19世紀前半）
全文がハングルで書かれている。

### 琉球の農書
耕作の書（富浜親雲上?・1731年頃）
「農務手段書」の一つで甘藷栽培について述べたものとされている。原書は現存せず後世の叢書に一部が引用。
蔡温農務帳（蔡温ら・1734年）
首里王府が布達した「農務帳」の一つで『雍正農務帳』とも。三司官であった蔡温が布達人の一人として連署。耕地管理・年間作業次第など細かな労働過程に立ち入った農事指導がなされている点に特徴がある。
農業伝書（高良筑登之親雲上および外間専張?・1838年頃）
高良・外間がそれぞれに書いた農書（手段書）の合本とされる。両農書の原本は存在しないが後世の叢書に全文が収録。
農業之次第（不明・成立年代不明）
八重山地方を対象に稲を始めとする作物の耕作方法を記述。

### ヨーロッパの農書

#### 古典古代
仕事と日（ヘシオドス（ギリシア）・前700年前後?）
「仕事と日々」「労働と日（々）」「農と暦」などの訳題も。人間が現実社会で踏み行うべき正義の道を農事暦の形式で語った教訓詩。
農業について（大カト（ローマ）・前2世紀半ば）
世界最古の農書。内容はやや雑駁だがラティフンディアの経営および農民の儀礼慣習を記している。
農業論（ウァロ（同）・全3巻・前37年）
著者は博識で知られた教養人で広範な分野の著作を残した。大カトーの著作を模範にしながらもはるかに洗練された内容となっている。
農耕詩（ウェルギリウス（同）・全4巻・前29年頃）
ヘシオドスやウァロによりつつ、人間による農業の営みを称賛した教訓詩的な叙事詩作品。作者自身に農業経験がなかったため各所で誤りが散見されるが、ルネサンス期まで広く読まれた。
農業論（コルメラ（同）・全12巻・1世紀）
西洋古代では最も内容の完備した農書。先行文献を参考にしながらも自己の経験（イタリアでの大農場経営）に基づく見解を多く盛り込み、家畜の使役や農場管理人の心得に至るまで農業経営全体の手引き書となっている。当時の経済的変化を背景に、従来の農書で中心的に扱われていたブドウ酒・オリーヴのみならず小麦の栽培技術をも詳細に扱っている。
農業論（パラディウス（同）・全4巻・4世紀）
コルメラなど先行の農書を解説しカレンダー形式の格言にまとめた教科書的著作。独創性には欠けるがルネサンス期まで広く読まれた。

#### 中世
Treatise of Husbandrie（ヘンリー（英）・1280年頃）
著者はカンタベリー大聖堂に属する荘園の管理人。農業と経営管理の実態を述べつつ、二圃式農法に代わって三圃式農法を推奨する内容となっている。
農業園芸全書（クレセンツィ（伊）・1304年）
ラテン農書からの批判的引用によりつつ、著者自身のロンバルディア旅行とボローニャでの農場管理の経験から得た知識をまとめたもの。原書はラテン語で書かれ、成立後まもなくイタリア語・フランス語に翻訳、1471年にはドイツで出版され、ヨーロッパで最初の「印刷された農書」となった。

#### 近世
農業書（フィッツハーバート（英）・1523年刊）
ヨーマンとして40年にわたる農業経験を記したもので「レイ農法」（牧羊のため耕地を一定期間採草地とする）についての記載がある。
農業書（ヘレスバハ（独）・1570年刊）
耕地にクローバーなどマメ科植物の牧草を栽培する農法を最初に記載した。ドイツで最初に活字印刷された農書で、刊行後まもなく英語版が出版された。
農業経済論（ヤング（英）・1770年刊）
「適正比例」による大規模集約農場の優越性を主張した。
合理的農業の原理（"Grundsätze der rationellen Landwirthschaft")(A・D・テーア（独）1810年-1812年刊行）
著者は近代農学の祖とされる農学者。「多収・最大利潤」が農学研究の目的であることを主張した。

### イスラーム世界の農書
ナバテア人の農業書（イブン・ワフシーヤ、10世紀初）
シリア語訳されたギリシア・ローマの農書を基礎とした最初のアラビア語農書。
考察の喜び（ワトワート（カイロ）、12 - 13世紀）
上記「ナバテア人の農業書」にエジプトの実情を加味したもの。
簡潔と弁明の書（イブン・バッサール（トレド）、11世紀頃）
東方イスラーム世界の農学を紹介。
果樹園の美（ティグナリー（グラナダ）、11世紀頃）
農書（イブン・アルアッワーム、12世紀半ば）
イブン・ワフシーヤ、イブン・バッサールの農書の要約が大半。
農業指南書（カーシム・ハラウィー（イラン）、16世紀初）
野菜・果樹の栽培法を詳述。
果樹園の輝き（ハッジ・イブラーヒーム（トルコ））
果樹栽培・園芸が中心。

## 関連文献

### 解説書
- 飯沼二郎（編）『近世農書の世界』（NHKブックス） 日本放送出版協会、1976年
- 清水宏祐 『イスラーム農書の世界』（世界史リブレット） 山川出版社、2007年 ISBN 978-4-634-34850-9
- 筑波常治『日本の農書：農業はなぜ近世に発展したか』 中公新書、1987年 ISBN 4-12-100852-9
- フランチェスカ・ブレイ 『中国農業史』（古川久雄訳・解説） 京都大学学術出版会 ISBN 978-4-87698-690-3

### 事典項目
- 「農書」『アジア歴史事典』（天野元之助執筆）
- 「農書」『平凡社大百科事典』（米田賢次郎（中国）・宮嶋博史（朝鮮）・田中耕司（日本）・飯沼二郎（ヨーロッパ）・佐藤次高（中東）執筆）
- 「農書」『国史大辞典』（古島敏雄執筆）
- 「農書」『沖縄大百科事典』（福仲憲執筆）

### その他
- ちさかあや・原恵一郎『豊作でござる！メジロ殿』リイド社〈コミック乱〉連載 （江戸時代の農書を題材とした漫画作品。2019年8月 第1巻 ISBN 978-4845855032 ほか）